# Catedral basílica del Dulce Nombre de María
La Catedral Basílica del Dulce Nombre de María (en inglés Dulce Nombre de Maria Cathedral Basilica) es una catedral y basílica menor guameña localizada en donde estuvo la primera iglesia en Guam, construida en 1669 bajo la dirección de Diego Luis de San Vitores, enfrente de la Plaza España en Agaña, la capital. La edificación actual, construida y dedicada el 20 de abril de 1959, se asoma por encima de las palmeras y es un sitio de referencia del centro de la ciudad.

## Historia
La antecesora de la actual catedral basílica fue una pequeña capilla construida bajo la dirección del padre Diego Luis de San Vitores con la ayuda de los chamorros, utilizando troncos y paja, en el perímetro de la Plaza España, siendo esta capilla el sitio alrededor del cual fueron construidos los edificios administrativos; dicha capilla fue dedicada el 2 de febrero de 1669. La reina Mariana de Neoburgo donó 300 pesos, y el jefe kipuha de Agaña contribuyó con en terreno; en 1670 fue erigida una estructura más permanente. Construida con piedras de coral utilizando la técnica de mampostería, la base estructural fue ampliada para convertirse en la catedral. Dentro de esa estructura están las paredes, pisos y techos, construidos con madera ifil. Un fresco sobre la pared trasera representa la Asunción de María; no obstante, la catedral original fue destruida por los bombardeos durante la toma de Guam.
De acuerdo al historiador Benigno Palomo, en 1669, una de las principales tareas de los soldados conquistadores y misioneros españoles consistía en la exaltación de la fe católica y que a las personas de esas islas debería señalársele la religión católica, teniendo en cuenta los mandatos del Papa Alejandro VI.

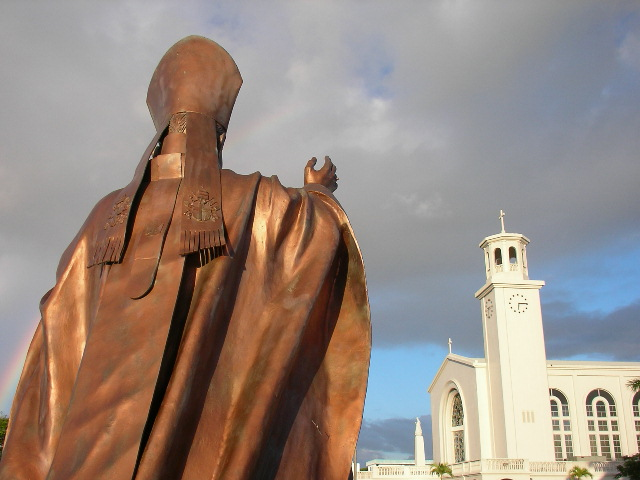
Estatua de Juan Pablo II en el exterior de la catedral basílica.

Otras iglesias fueron construidas por toda la isla, inicialmente, muchas de esas iglesias fueron destruidas por los chamorros en su esfuerzo por recuperar su independencia, aunque otras fueron destruidas por causas naturales, sin embargo, con el pasar de los años, la población chamorra fue aceptando de manera gradual la fe española como suya. Posteriormente, el centro de los pueblos era la iglesia y lo que la rodeaba, de hecho, los rituales de nacimiento, la transición de la adolescencia a la adultez, el matrimonio y la muerte se realizaban alrededor de esta.
Antes de la guerra existían en Guam nueve iglesias y veintidós capillas, estas últimas eran sencillos entuarios entre villa y villa donde se podía rezar en privado durante el largo trayecto a casa; todas ellas fueron derribadas en el transcurso de la Segunda Guerra Mundial, exceptuando la de San Dionisio en Umatac, la de San José en Inarajan y la de San Francisco en Yona. Después de la guerra fueron reconstruidas y se construyeron otras nuevas.
En la actualidad, la catedral basílica, que obtuvo el rango de basílica menor el 25 de marzo de 1985, contiene en su interior la estatua de Santa María de Kamalen, la patrona de la Arquidiócesis de Agaña, esta imagen fue encontrada flotando por un pescador a principios del siglo XVII. Debajo del altar se encuentran enterrados los obispos de la diócesis, además de algunos matua, es decir, jefes chamorros; y, al igual, que otras catedrales del mundo, alberga una pieza de la Vera Cruz.